# 山形県総合交通安全センター
山形県総合交通安全センター（やまがたけんそうこうこうつうあんぜんセンター）は、山形県警察が管理する運転免許試験場。現在でも、旧名の山形免許センターの名残で、一般からは「免許センター」の俗称で呼ばれている。

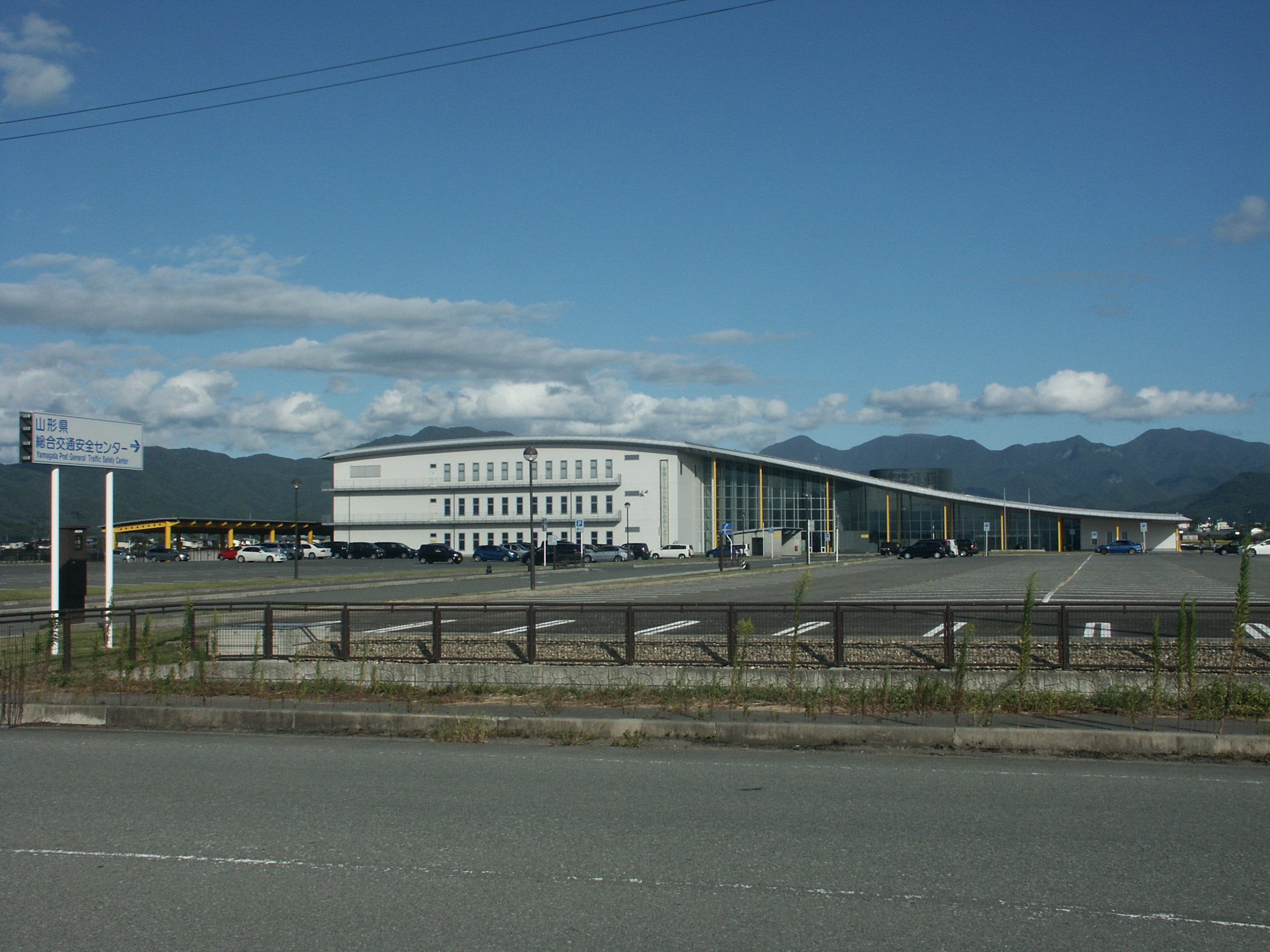
山形県総合交通安全センター

## 施設概要
山形県天童市にある運転免許試験場。山形市との境界の近くに位置する。

## 概要
- 学科試験
  - 受付日：月～金（祝日を除く）
  - 受付時間：8:30～9:00

- 更新手続
  - 受付日：月～金・日（祝日を除く）
  - 受付時間：8:30～10:30/13:00～14:30
  - 山形・上山・天童・寒河江・村山の各警察署管内の運転者は交通安全センターで行う。
  - 上記以外の警察署管内の運転者は最寄りの警察署で更新手続きが可能である。

- そのほかの手続
  - 再交付手続き
  - 記載事項変更届け
  - 国外免許手続き
  - 交通反則金納付

## 所在地
- 〒994-0068　山形県天童市大字高擶1300番地

## 交通機関
- バス
  - 山交ビルバスターミナル発→総合交通安全センター（所要時間40分）
  - 天童バスターミナル発→総合交通安全センター（所要時間10分）
- JR
  - 奥羽本線漆山駅から車で約5分
  - 奥羽本線高擶駅から車で約5分
  - 奥羽本線天童駅から車で約10分
- 車
  - 山形自動車道山形北インターチェンジから車で約20分

## 周辺
- 山形県道24号天童寒河江線
- 立谷川
- 東北中央自動車道
  - 近くに立地しているが、インターチェンジは近くにない。